# Brunswick County, North Carolina
Brunswick County är ett administrativt område i delstaten North Carolina, USA, med 107 431 invånare. Den administrativa huvudorten (county seat) är Bolivia.

## Geografi
Enligt United States Census Bureau så har countyt en total area på 2 719 km². 2 214 km² av den arean är land och 505 km² är vatten. 

### Angränsande countyn
- Pender County, North Carolina - nord, nordost
- New Hanover County, North Carolina - öster
- Horry County, South Carolina - sydväst
- Columbus County, North Carolina - nordväst